# Mancagar (Garawangi)
Mancagar is een bestuurslaag in het regentschap Kuningan van de provincie West-Java, Indonesië. Mancagar telt 1543 inwoners (volkstelling 2010).